# Kommunalwahlen in Brandenburg 2019
Am 26. Mai 2019 fanden die Kommunalwahlen in Brandenburg 2019 statt. Gewählt wurden Vertretungen für die Kreistage, Stadträte, Gemeinderäte und Ortschaftsräte sowie einige Bürgermeister. Die nächsten Kommunalwahlen fanden im Juni 2024 statt.
Am selben Tag fanden auch die Wahlen zum Europaparlament, zur Bürgerschaft in Bremen, zu den Hamburger Bezirksversammlungen sowie die Kommunalwahlen in Baden-Württemberg, Sachsen, Mecklenburg-Vorpommern, Rheinland-Pfalz, Saarland, Sachsen-Anhalt und Thüringen statt.

## Ergebnis
Das amtliche Landesendergebnis der Wahlen der Kreistage der Landkreise und Stadtverordnetenversammlungen der kreisfreien Städte lautet:
| Partei                                            | Prozent (Veränderung zu 2014) |
| ------------------------------------------------- | ----------------------------- |
| Christlich Demokratische Union Deutschlands (CDU) | 18,3 (−6,5)                   |
| Sozialdemokratische Partei Deutschlands (SPD)     | 17,7 (−6,9)                   |
| Die Linke (DIE LINKE.)                            | 14,1 (−6,1)                   |
| Bündnis 90/Die Grünen (B’90/Grüne)                | 11,1 (+4,8)                   |
| Freie Demokratische Partei (FDP)                  | 4,9 (+0,9)                    |
| Alternative für Deutschland (AfD)                 | 15,9 (+12,0)                  |
| Bauern und andere                                 | 3,3 (−0,5)                    |
| BVB/Freie Wähler                                  | 6,3 (+2,4)                    |
| andere Parteien                                   | 6,3 (−13,0)                   |

Die Wahlbeteiligung lag bei 58,6 Prozent (1.248.374 von 2.129.673 Wahlberechtigten; +12,4 Prozentpunkte gegenüber 2008). Es gab 2,2 Prozent ungültige Stimmen.

## Regionale Schwerpunkte der Parteien
Die jeweils besten Ergebnisse bei den Wahlen der Kreistage (in kreisfreien Städten: Stadtverordnetenversammlungen) waren:
- für die CDU 26,7 % in Brandenburg an der Havel und 25,0 % in Elbe-Elster
- für die SPD 21,5 % in Oberspreewald-Lausitz und 21,2 % in der Uckermark
- für die Linken 22,7 % in Frankfurt (Oder) und 17,6 % in Märkisch-Oderland
- für die Grünen 18,8 % in Potsdam und 16,2 % in Potsdam-Mittelmark
- für die AfD 26,5 % in Spree-Neiße und 22,3 % in Cottbus